# قراجة لو (قشلاق أهر)
قراجة لو (بالفارسية: قراجه‌لو) هي منطقة سكنية تقع في إيران في قسم قشلاق الریفي. يقدر عدد سكانها بـ 146 نسمة .